# Angerton (Allerdale)
Angerton – osada w Anglii, w Kumbrii, w dystrykcie (unitary authority) Cumberland.